# Maciste Díaz Abad
Maciste Alejandro Díaz Abad (Surcubamba,  3 de junio de 1967) es un político peruano. Fue Gobernador Regional de Huancavelica. Este es su segundo periodo tras haber ocupado previamente ese puesto entre 2011 a 2014. Además ha sido Alcalde provincial de Tayacaja entre 1999 a 2006.

## Biografía
Nació en el distrito de Surcubamba, el 3 de junio de 1967, hizo sus estudios primarios en la escuela N.º 30973 de su tierra natal, sus estudios secundarios en el Colegio Nacional Santa Isabel de Huancayo y sus estudios profesionales en la Universidad Inca Garcilaso de la Vega la carrera de derecho y ciencias políticas.
Se inicia políticamente como subprefecto en la provincia de Tayacaja, desde marzo de 1996 hasta julio de 1998. En las elecciones municipales de 1998 fue elegido como alcalde de la Provincia de Tayacaja para el periodo 1999-2002 siendo reelegido para el periodo 2003-2006. Fundador del Movimiento Independiente "Trabajando Para Todos", en el año 2010 postuló en las elecciones regionales, llegando a la Presidencia del Gobierno Regional de Huancavelica. Durante su gestión se ejecutaron proyectos de impacto regional como el asfaltado de la vía Huancavelica - Lircay e Imperial - Pampas. Postuló por segunda vez al Gobierno Regional de Huancavelica en las elecciones regionales del 2018 siendo reelegido.